# Drugi anglo-afganistanski rat
Drugi anglo-afganistanski rat (1878. – 1880.), poveden je da bi se slomio ruski utjecaj koji je prevladao u Kabulu. Neposredni povod bilo je uporno odbijanje Afganistanaca, poticanih od Ruskog Carstva, da prime u Kabulu britansko poslanstvo.

## Tijek oružanog sukoba
Tri anglo-indijske kolone krenule su na Afganistan:
1. General potpukovnik Samuel Browne preko prijevoja Khyber
2. General bojnik Frederick Roberts preko prijevoja Kurram
3. General potpukovnik Donald Martin Stewart preko prijevoja Khojāk.

Ubrzo je kolona generala Robertsa naišla na Afganistance te ih je uspjela savladati kod prijevoja Peiwar 2. prosinca 1878. Nakon toga je emir Sher' Āli napustio prijestolnicu i odrekao se krune, a njegov je sin Ya'kūb Khān bio prisiljen potpisati ugovor u Gandamaku.
Prema tom sporazumu pristao je na britansku okupaciju ključnih prijevoja i kontrolu afganistanske vanjske politike. Obavezao se i na prijem britanskog poslanika, no ubrzo su ga Afganistanci napali i pobili cjelokupno britansko poslanstvo u Kabulu. General Roberts je na to krenuo s Kurramskog prijevoja, pobijedio Afganistance kod Charasiaba 6. listopada 1879. i 10. listopada ušao u Kabul.
Na mjesto Ya'kūb Khān, koji je abdicirao, došao je Abdur Rahman Khan. Tek što je proglašen za emira, guverner Herāta, Ayub Khan, Ya'kūbov brat, krenuo je na Kandahar i opsjeo ga. Prije toga je pobijedio slabi britanski odred kod Maiwanda. Zbog te pobune general Roberts je bio prisiljen doći s jedinicama iz Kabula. Deblokirao je Kandahar, predao ga Abdur Rahmanu i povukao se u Indiju.
Ovim ratom je britanski utjecaj u Afganistanu učvršćen za dulje vrijeme.